# トミー・バーン (レーサー)
トミー・バーン（Tommy Byrne、1958年5月6日 - ）は、アイルランド出身の元レーシングドライバー。1982年のイギリスF3選手権チャンピオン、および同年の英国オートスポーツ・レーシングドライバー・オブ・ザ・イヤー受賞者。

## 経歴

### キャリア初期
1970年代初頭にレーシングカートでキャリアが始まった。その後、古いミニでロードラリーのイベントに参加した。1979年に初めてフォーミュラ・フォードでジュニアフォーミュラへ転向。1981年のフォーミュラ・フォード・アイルランド選手権で優勝し、シーズン最後のフォーミュラ・フォード・フェスティバルを制覇する。このフォーミュラ・フォード・フェスティバル参戦はブラジルのサンパウロから渡英していた新人アイルトン・セナがブラジルの実家からレースを一度断念させられたため、その代役として急遽参戦したバーンがイベントを制したというストーリーがイギリスで有名である。
同年11月スラクストン・サーキットで行われたB.A.R.C (British Automobile Racing Club)主催のフォーミュラ3レースに参戦すると、先にF3でのキャリアを1年持っているデイヴ・スコットに次ぐ2位でチェッカーを受けた。このレースで初めてF3レースにデビューしたのはバーンのほかに同年ツーリングカーレースでBPアウディに乗り活躍した若手マーティン・ブランドルもおり6位となっていたが、より小さな参戦体制で2位となったバーンは次世代のヤングスターとして注目を受ける。

### イギリスフォーミュラ3
1982年にイギリスF3選手権にステップアップするとすぐ好結果を出し、開幕戦でF3初優勝を挙げると以後の6戦で5勝、PP3回、FL4回という破竹の勢いを見せ、イギリススポーツ界の話題をさらった。後述のフォーミュラ1からのオファーもあり、シーズン中盤のイギリスF3を6レース欠場することになったが同年のシリーズチャンピオンを獲得している。同年のバーンについて、後年の2000年代に入ってもなおイギリスでは「1982年のバーンについては翌年のアイルトン・セナの衝撃を越えており、彼にとって偉大な年だった」と記憶に残るレーシングドライバーとしてF1公式ウェブサイトで特集が組まれることもあるほか、アンダーカテゴリーでの活躍が目覚ましかった一方でF1での成功を残せなかった代表的な存在としてヤン・マグヌッセンと共に名前が挙げられる場合もある。

### フォーミュラ1
1982年イギリスF3でのバーンの残した結果と、加熱したイギリスメディアでの報道はF1関係者の関心を引き、8月に小チームではあったがF1のセオドールのシートを与えられ、第12戦ドイツGPからF1世界選手権への参戦が決まる。しかしセオドール・TY02のマシンの性能は悪く、前任者のヤン・ラマースも6戦中5戦で予選不通過を喫している状態であった。バーンの結果も参戦した5つのグランプリで予選を通過出来たのは2度にとどまり、決勝レースに進出できた2つのグランプリはどちらもリタイアで終えた。バーンはこの参戦を「私のチーム選択には問題があったのだと思う。私はそれまでいつも前の方でレースを走り勝つことに慣れていた。しかしセオドールが私にくれたものはバックマーカーの位置であり、私にはただ下手な奴だという評価が残ってしまった。」と吐露している。
同年シーズン後、10月にマールボロの支援を受けるヨーロッパF2トップ選手のティエリー・ブーツェン、ステファン・ヨハンソンが招かれたF1マクラーレン・MP4/1のテスト体験走行に、イギリスF3チャンピオンとなったバーンも招かれた。このテスト走行でバーンはレギュラードライバーのジョン・ワトソンとニキ・ラウダのタイムよりも良いラップタイムを記録し、ブーツェンよりも1秒以上速かった。しかしこの時マクラーレンは元王者のラウダが現役復帰しモチベーションを取り戻したところであり、バーンの早期のF1レギュラーシート獲得は見込めなかった。

### 生活の乱れ
バーンを報道の対象としたのはレース関連メディアだけではなく、大衆紙やタブロイド紙にもその奔放な日常生活を狙われ、酒好きであるという事実や乱れた女性関係、薬物に手を出しているとされた報道もあり、レースドライバーでこうした取り上げられ方をするのはかつてのスーパースターであるジェームス・ハント以来だった。ハントの再来として比較するような報道もあった。レース以外での一連の報道はロン・デニスを含む人物イメージや人格面も重要視するF1チームやスポンサー首脳にとって好ましいものではなかった。バーンも後年の自著にて「マクラーレンのテスト走行前夜も女と遊んでた。女の子を何人かガールハントしてマリファナを吸い、そのままテストにも連れて行った。それはF1関係者に悪い印象を与えただろう。」と記している。事実、デニスは速さはあったバーンにマクラーレンのシートを与えることを考慮せず、ほかの小規模なF1チームシートを得るための手助けにも興味を示さなかった。加えて、バーンが好タイムを出さないようメカニックに指示を出し、同じテストでブーツェンが乗る時よりもスロットルが開かない悪条件のセッティング指示をデニスから受けたと整備を担当したメカニック、トニー・ヴァンダンゲインが証言している。これを20年後に知ったバーンは、「ニキ・ラウダが復調していると世に知らせるためのブックテスト（やらせ）だったんだと知って、とてもショックを受けた。しかし実際にはその車で私の方が好タイムを出した。ロンは私にラウダのイメージを傷つけてほしくなかったんだと理解した。F1に乗るという夢はその日の時点で事実上終わってたんだ。」と回想している。尚、薬物使用については引退後に、「あの頃はバッファローを殺すのに十分な量の薬物を使用した。若かったし、楽しい時間を過ごしたいという欲求が強く、実際にそうしていた。レースに対して真剣に取り組んでいるようには見えなかっただろう。」と認めている。ジョン・ワトソンは、それが無ければ何度も何度もF1で優勝していただろうに、と才能を惜しんだ。

### ヨーロッパフォーミュラ3
バーンはプロレーサーとして活動したかったため1983年からのアメリカ行きを考えていたが、速さを知るエディ・ジョーダンから説得され、1983年はエディ・ジョーダン・レーシングからヨーロッパF3選手権にフル参戦することになった。第5戦エステルライヒリンクでは地元でコースを最も知るゲルハルト・ベルガーを破り優勝などこの年2勝を挙げシリーズ4位となる。1984年はエントラントがゲイリー・アンダーソンが監督するアンソン・レーシングからの出走となり、もう1年ヨーロッパF3にとどまった。シリーズランキング6位となったが、多数を占めるラルト製マシンではなく、アンダーソンのオリジナルシャシーでの参戦であり、最高位は2位で優勝が一度もなかった。スターダムから2年が経過し、イギリスメディアの関心はイギリス国内で活躍しF1デビューしたアイルトン・セナ、マーティン・ブランドル、ジョナサン・パーマーや、F3に現れた新星ジョニー・ダンフリーズへと移っており、バーンは活路を北アメリカ大陸へ求めることになる。同じアイルランド系であるジョーダンはバーンのアメリカ行きを惜しんでおり、1986年には1レースのみエディ・ジョーダン・レーシングから国際F3000選手権・バーミンガム市街地のレースに参戦したが、天候の影響で中断され15位であった。これが彼にとって最後のイギリスでのレースである。
1984年にチーム監督だったゲイリー・アンダーソンは2016年に製作されたドキュメンタリー映像にて「バーンの速く走る純粋な才能はミハエル・シューマッハと同等だった。私は1991年にシューマッハとも仕事をしたからよく知っている。」とその能力の印象を語っている。エディ・ジョーダンは「私が見た中ではアイルトン・セナ、ミハエル・シューマッハ、トミー・バーンの3人は確実に同じクラスの才能だったが、中でも最高なのはと問われたならば、トミー・バーンが最高だったと答える。」と公式に発言したことがある。

### アメリカ大陸
ヨーロッパでのシート交渉が不調となった1984年終盤からアメリカ大陸に渡り、1985年までSCCAフォーミュラスーパーVeeへの参戦を試みるがスポット参戦であった。
1986年のシーズン途中から、IMSA GT選手権とインディ・ライツ選手権のシートを得ることが出来た。インディ・ライツにはすぐに適応し好結果を収め、1988年と1989年の2年連続でランキング2位を獲得した。インディライツでは通算55レースに出走して12回のポールポジション獲得と10勝を挙げ、そのランキング成績はポール・トレーシーやP.J.ジョーンズ、ファン・マヌエル・ファンジオ2世を上回るものだったが、彼らが獲得できたインディカーのレギュラーシートをバーンは獲得することが出来ず、1992年でインディ・ライツへの参戦を休止した。
その後メキシコに移り、現地のF3レースに出場し生計を立てた。メキシコシティでのF3レースは観客が毎戦4万人入るような人気イベントであり、結果は大きく報道され年収は10万ポンドを越えた。スポンサーがコロナビールだったため、レースで好成績をとっては提供されるビールやテキーラを浴びるほど飲むパーティが開かれていた。メキシコで友人となった富豪のナチョ (Nacho)という男がパトロンに付いたが、ナチョはアルコール中毒者で、常に拳銃を遊びで発砲するような男であり、レース後に女性を集めて乱交パーティをしているような無秩序な権力者だった。ナチョは精神状態が不安定なこともあり、バーンに対して発砲する事件も発生したため1994年シーズンが終わるとメキシコでのレース活動を辞めようと決めた。オハイオ州でドライビングスクールをしている知人に「何かやれることはあるか」と電話をし、レーシングカーの運転を引退した。バーンがメキシコを去った1週間後、ナチョは4000万ドル（およそ57億円）の資産を残したまま自宅プールで溺死しているのが発見された。
バーンは2001年にアメリカン・ル・マン・シリーズとグランド・アメリカン・ロードレース選手権に一時的に復帰し、2002年まで参戦した。

### 引退後
レーサー引退後はヨーロッパに戻らずフロリダに生活拠点を置き、オハイオ州レキシントンのミッドオハイオ・スポーツカーコースやエルクハートレイクでホンダ/アキュラが開催しているレーシングドライビングスクールの指導をしている。このほか、インディ・ライツに参戦するブライアン・スチュワート・レーシングのドライバーコーチも務める。
2008年にジャーナリストのマーク・ヒューズとの共著で自伝『Crashed and Byrned: The Greatest Racing Driver You Never Saw』 をイギリスで出版した。この本は優秀なスポーツドキュメント作品に贈られる2009年ウィリアムヒル・アイリッシュ・スポーツ・ブック・オブ・ザ・イヤー を受賞した。
2016年にはバーンのレーシングキャリアを主題としたドキュメンタリー映画『Crash and Burn』（監督ショーン・オ・クアレイン）が製作された。

## レース戦歴

### イギリス・フォーミュラ3選手権
| 年     | チーム                       | シャシー    | エンジン     | 1     | 2     | 3     | 4     | 5     | 6     | 7     | 8   | 9     | 10    | 11    | 12    | 13  | 14  | 15  | 16    | 17  | 18    | 19    | 20    | 21  | 順位 | ポイント |
| ------ | ---------------------------- | ----------- | ------------ | ----- | ----- | ----- | ----- | ----- | ----- | ----- | --- | ----- | ----- | ----- | ----- | --- | --- | --- | ----- | --- | ----- | ----- | ----- | --- | ---- | -------- |
| 1982年 | マレー・テイラー・レーシング | ラルト・RT3 | トヨタ・2T-G | SIL 1 | THR 1 | SIL 4 | DON 1 | THR 1 | MAR 1 | SNE 5 | SIL | SIL 6 | CAD 4 | SIL 1 | BRH 3 | MAR | OUL | BRH | SIL 2 | SNE | OUL 1 | SIL 4 | BRH 2 | THR | 1位  | 101      |

### F1
| 年     | 所属チーム | シャシー | エンジン | タイヤ | 1   | 2   | 3   | 4   | 5   | 6   | 7   | 8   | 9   | 10  | 11  | 12      | 13      | 14      | 15      | 16      | WDC | ポイント |
| ------ | ---------- | -------- | -------- | ------ | --- | --- | --- | --- | --- | --- | --- | --- | --- | --- | --- | ------- | ------- | ------- | ------- | ------- | --- | -------- |
| 1982年 | セオドール | TY02     | DFV V8   | G      | RSA | BRA | USW | SMR | BEL | MON | DET | CAN | NED | GBR | FRA | GER DNQ | AUT Ret | SUI DNQ | ITA DNQ | CPL Ret | NC  | 0        |

(key)

### ヨーロッパ・フォーミュラ3選手権
| 年     | チーム                         | シャシー      | エンジン       | 1       | 2     | 3     | 4     | 5       | 6       | 7       | 8     | 9     | 10     | 11    | 12    | 13      | 14      | 15     | 16      | Pos. | Pts |
| ------ | ------------------------------ | ------------- | -------------- | ------- | ----- | ----- | ----- | ------- | ------- | ------- | ----- | ----- | ------ | ----- | ----- | ------- | ------- | ------ | ------- | ---- | --- |
| 1983年 | エディ・ジョーダン・レーシング | ラルト・RT3   | トヨタ・2T-G   | VLL DNQ | NÜR C | ZOL 4 | MAG 5 | ÖST 1   | LAC Ret | SIL 2   | MNZ 3 | MIS 1 | ZAN 7  | KNU 8 | NOG 5 | JAR Ret | IMO Ret | DON 12 | CET Ret | 4位  | 35  |
| 1984年 | アンソン・レーシング           | アンソン・SA4 | アルファロメオ | DON 2   | ZOL 9 | MAG 3 | LAC 7 | ÖST Ret | SIL 9   | NÜR Ret | MNZ   | PER 5 | MUG 14 | KNU 6 | NOG 6 | JAR     |         |        |         | 6位  | 14  |

### 国際F3000選手権
| 年     | チーム                         | シャーシ    | エンジン       | タイヤ | 1   | 2   | 3   | 4   | 5   | 6   | 7   | 8   | 9      | 10  | 11  | 順位 | ポイント |
| ------ | ------------------------------ | ----------- | -------------- | ------ | --- | --- | --- | --- | --- | --- | --- | --- | ------ | --- | --- | ---- | -------- |
| 1986年 | エディ・ジョーダン・レーシング | マーチ・86B | コスワース DFV | A      | SIL | VLL | PAU | SPA | IMO | MUG | PER | ÖST | BIR 15 | BUG | JAR | NC   | 0        |

- 太字はポールポジション、斜字はファステストラップ。(key)